# 0079–0088
A 0079–0088 Gackt japán énekes válogatásalbuma, mely 2007. december 19-én jelent meg a Nippon Crown kiadónál. Hatodik helyezett volt az Oricon slágerlistáján. A lemezen a Gundam-franchise-ban szereplő dalok is helyet kaptak.

## Számlista
Az összes dalszöveg szerzője Gackt C.; az összes szám szerzője Gackt C. (except M-1,M-5,M-9).
| #  | Cím | Hossz |
| -- | --- | ----- |
| 1. | Ai szensi (哀 戦士; Hepburn: Ai Senshi) (Soldiers of Sorrow)                                                               | 3:28  |
| 2. | Metamorphoze | 3:46  |
| 3. | Kimi ga matteiru kara (君が待っているから) (Because You Are Waiting)                                                       | 4:17  |
| 4. | Mind Forest | 4:35  |
| 5. | Szuna no dzsúdzsika: Interlude (砂の十字架 ～Interlude～; Hepburn: Suna no Jūjika ~Interlude~) (Cross of Sand (Interlude)) | 3:15  |
| 6. | Dybbuk | 3:31  |
| 7. | Dears | 4:41  |
| 8. | Love Letter | 4:59  |
| 9. | Meguriai (めぐりあい) (Encounter)                                                                                          | 4:39  |